# Zamek w Haapsalu

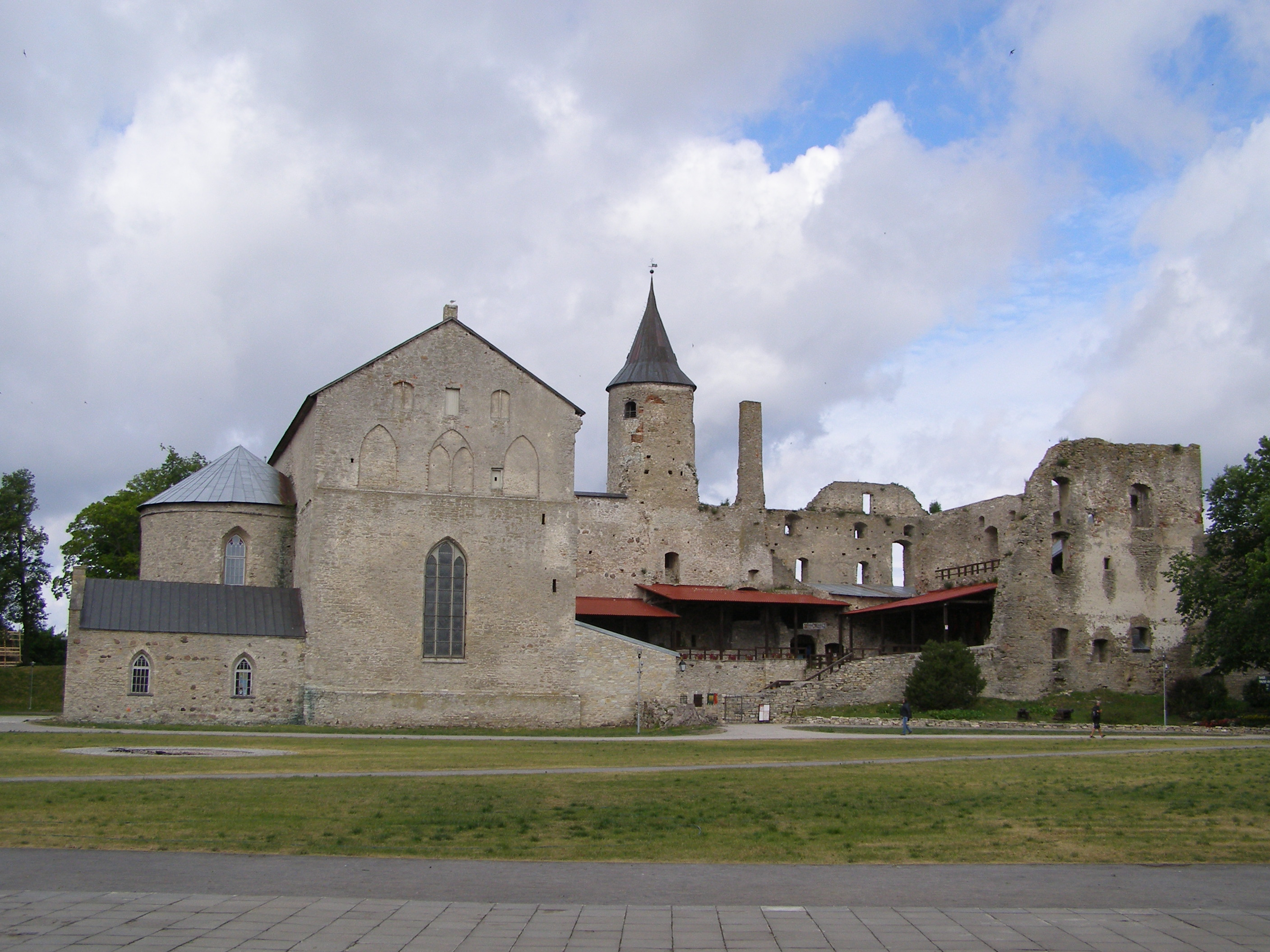
Ruiny katedry

Zamek w Haapsalu, Zamek biskupi w Haapsalu (est. Haapsalu piiskopilinnus) – średniowieczny zespół budynków o charakterze sakralnym, mieszkalnym i obronnym w Haapsalu w Estonii. 
Kompleks katedralno-zamkowy pochodzi z XIII wieku. Był pierwotnie rezydencją biskupów Ozylii. 

## Historia

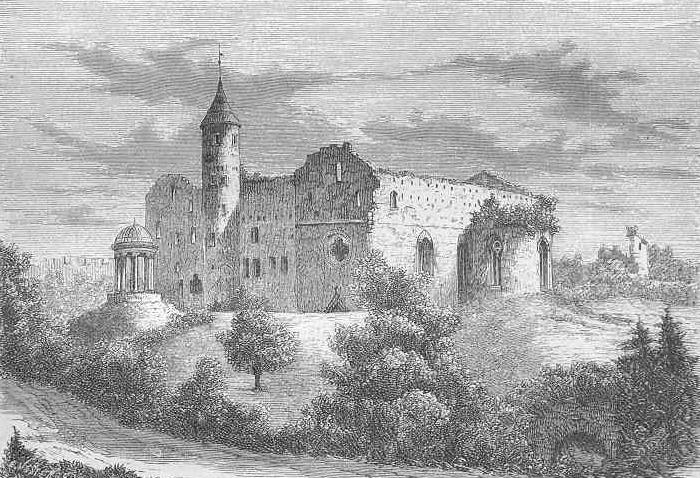
Rycina z 1889 roku przedstawiająca zamek

W 1228 roku arcybiskup Rygi – Albert von Buxhovden – połączył trzy prowincje: Läänemaa, Saaremaa i Hiiumaa w nową diecezję. Jej biskupem mianowano opata cysterskiego klasztoru Dyjament – Gottfrieda. Biskupstwo zostało ustanowione jako jedno z państw Świętego Cesarstwa Rzymskiego 1 października 1228 roku. Jego granice określił w 1234 roku legat papieski Wilhelm z Modeny. Pierwsza siedziba biskupstwa Ösel-Wiek mieściła się w Lihuli, gdzie przy pomocy zakonu kawalerów mieczowych wzniesiono fortecę z kamienia. By uniknąć konfliktów z wpływowym zakonem, biskup przeniósł siedzibę diecezji do Parnawy, którą dziesięć lat później spalili Litwini. Jako nową siedzibę diecezji wybrano Haapsalu, gdzie rozpoczęto budowę twierdzy i katedry. Budowa zamku trwała trzy stulecia.

## Zamek

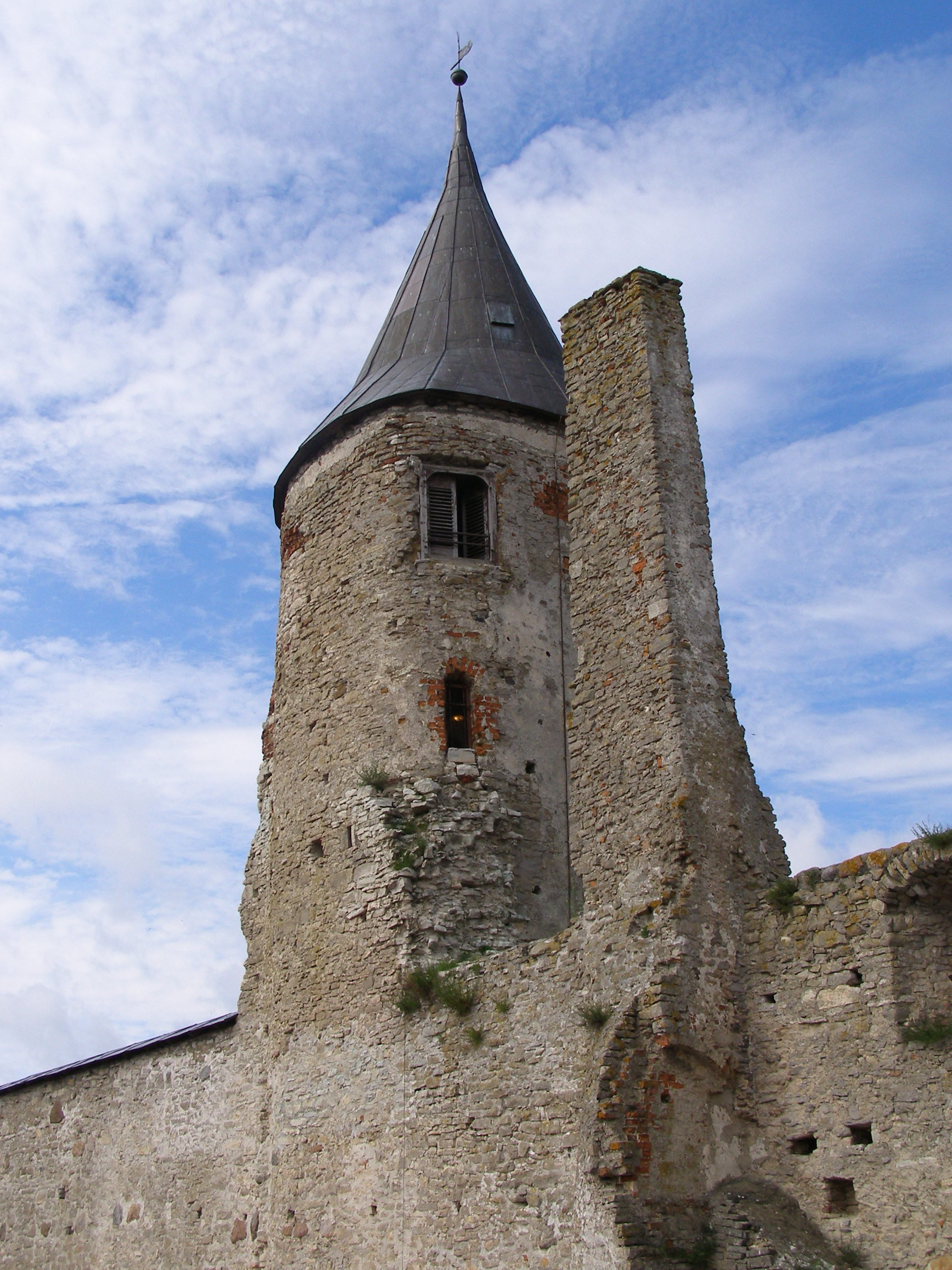
Wieża strażnicza używana jako dzwonnica

Budowanie, poszerzanie oraz przebudowy twierdzy trwały kilka wieków, gdyż budowla była stale modernizowana, by dostosować ją do nowych rodzajów uzbrojenia. Ostatecznego kształtu twierdza nabrała za panowania biskupa Johannesa IV Kievela. Jej powierzchnia zajmowała ponad 30 000 m², grubość murów obronnych wynosiła od 1,2 do 1,8 m, a ich wysokość ponad 10 m. Po zachodniej stronie zamku mieści się 29-metrowa wieża strażnicza z XIII wieku, później używana jako dzwonnica. Mury obronne podniesiono później do wysokości 15 metrów. Wewnętrzne okopy osłonięte blindażami, zbudowane na armaty oraz jako schronienie przed ostrzałem armatnim, powstały w czasie wojen inflanckich (1558–1582). W czasie tychże wojen twierdza została poważnie zniszczona – zwłaszcza mury małego zamku i zewnętrzne fortyfikacje.
W XVII wieku, gdy Szwedzi przejęli panowanie nad księstwem Estonii, zamek przestał być używany do celów obronnych. W trakcie wielkiej wojny północnej w 1710 roku Estonia znalazła się pod rosyjskim panowaniem. Z rozkazu Piotra I Wielkiego częściowo wyburzono mury obronne obracając tym samym zamek w ruinę.

## Katedra Świętego Mikołaja

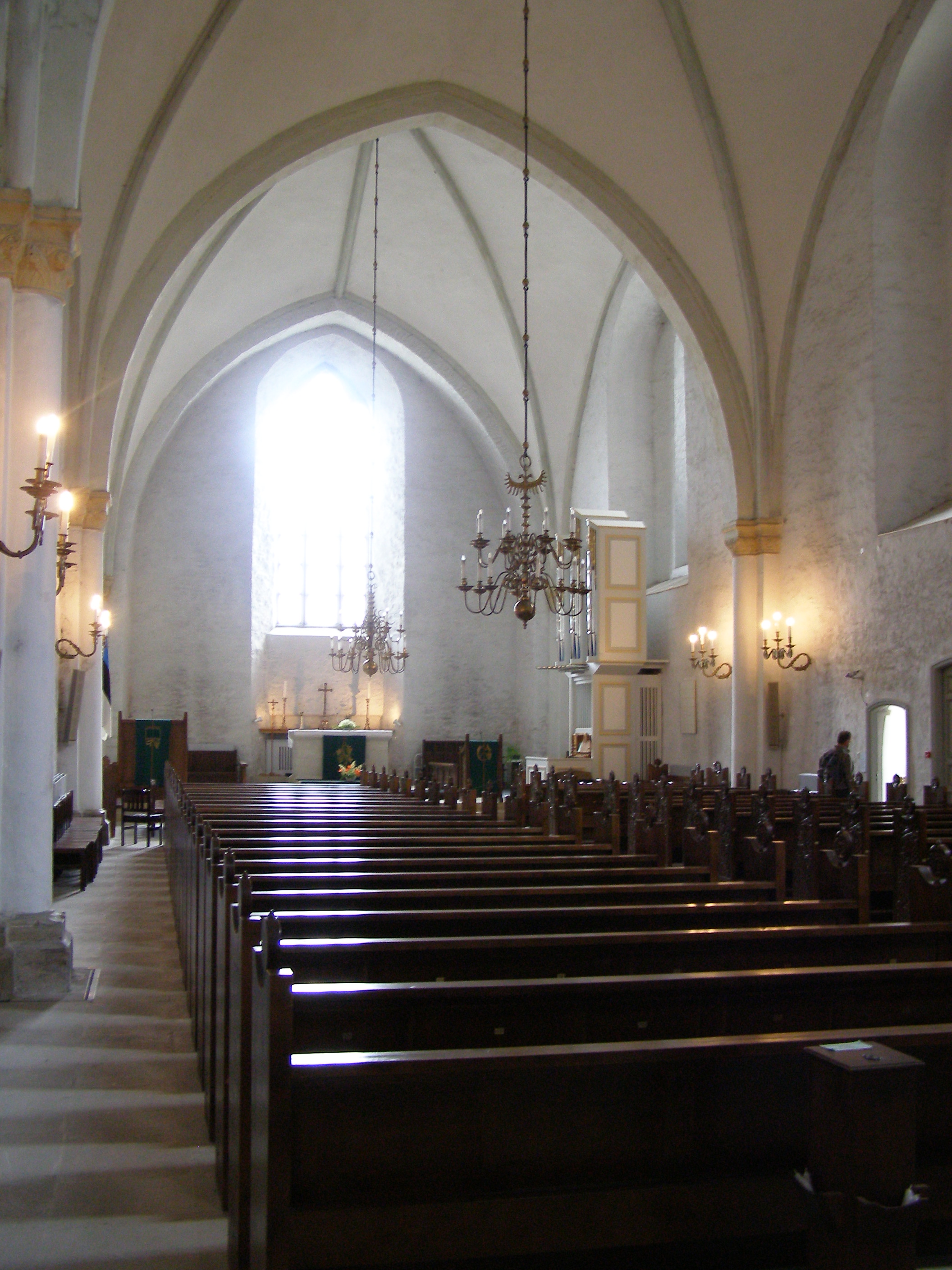
Wnętrze katedry

Świątynia w Haapsalu była katedrą biskupstwa Ösel-Wiek, przy której mieściła się siedziba kapituły i biskupa. Jest to największy, jednonawowy kościół w krajach bałtyckich, o powierzchni 425 m² i wysokości 15,5 metra do sklepień klasztornych.

Pierwsze wzmianki dotyczące kościoła pochodzą ze statutu Haapsalu, w którym to biskup Hermann I – założyciel miasta – napisał: 

Zbudowawszy katedrę w Haapsalu i wyposażywszy naszych kanoników we właściwe mieszkania i dochody, ustanowiliśmy pewne miejsce miastem. Każdy, kto wybierze je jako miejsce zamieszkania będzie żyć razem z nami, będzie mógł się gromadzić i znajdzie tutaj schronienie. Jeśli zajdzie taka potrzeba będzie też bronić kościoła wszystkimi dostępnymi środkami.

Kościół, zbudowany w 1260 roku, powstał w okresie przejściowym między architekturą romańską a gotycką. Cechy romańskie widoczne są w roślinnych ornamentach na pilastrach głowic, a śladem gotyku są sklepienia gwiaździste. Również romański portal zwieńczony był gotycką wimpergą, która na łuku ma wnękę z figurą świętego w środku. Wewnętrzne ściany pokryte były malunkami, posadzka składała się z epitafiów duchownych i znaczących szlachciców. Unikatowa okrągła kaplica chrzcielna została wybudowana w 2 poł. XIV wieku.
W czasie wojen inflanckich Estonia stała się częścią protestanckiego królestwa Szwecji. Katolicka katedra stała się kościołem luterańskim i zaczęto ją nazywać kościołem zamkowym. W 1625 roku szwedzki król Gustaw II Adolf sprzedał miasto Haapsalu wraz z zamkiem i przyległymi ziemiami hrabiemu Jacobowi De la Gardiemu, który planował przebudować rozpadającą się fortecę na nowoczesny zamek. Arent Passer, rzeźbiarz i architekt, został zaproszony do współpracy jako doradca.

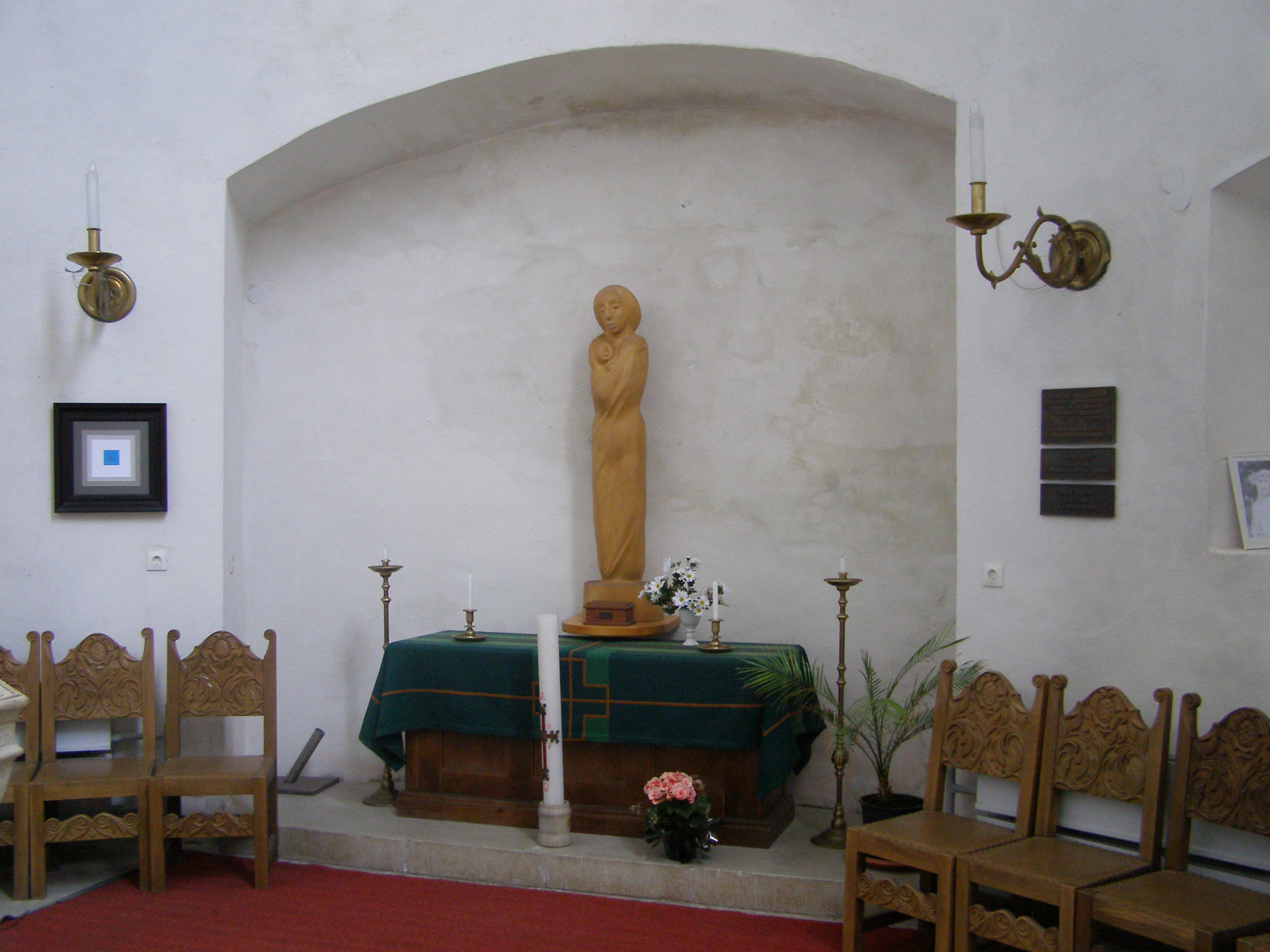
Ołtarz Matek upamiętniający estońskie matki zabite w czasie sowieckiej okupacji

23 marca 1688 dach kościoła kryty miedzianą blachą uległ zniszczeniu w pożarze, ale kościół odrestaurowano względnie szybko. Burza w 1726 roku ponownie zniszczyła dach. Zubożałej kongregacji nie było stać na renowację, więc przeniosła się do kościoła w mieście. W wieku XIX rozpoczęto rekonstrukcję ruin zamku w romantyczny zespół zamkowy.
W latach 1886–1889 kościół przeszedł renowację i przebudowę. Zniszczony romański portal został zastąpiony pseudogotyckim portalem schodkowym, zachowane fragmenty naściennych malunków zostały przykryte, a grobowce zabrane. 15 października 1889 odprawiono w kościele pierwszą mszę w intencji Świętego Mikołaja.
Okupacja sowiecka doprowadziła do zamknięcia kościoła w 1940 roku. W czasie drugiej wojny światowej nabożeństwa nadal odprawiano, lecz w 1944 roku chuligani włamali się do kościoła i zniszczyli ołtarz z nastawą, organy, krzesła i okna. W 1946 roku kongregacja poprosiła sowiecki rząd o umieszczenie kościoła na liście chronionych zabytków, lecz bezskutecznie. Kościół stał pusty latami; przez pewien czas używano go do przechowywania zboża, planowano nawet przebudowanie go na basen.
W Dzień Matki w 1992 roku, poświęcono Ołtarz Matki, by upamiętnić estońskie matki zabite w czasie sowieckiej okupacji. Posąg Maryi Dziewicy z Dzieciątkiem został wykonany przez rzeźbiarza Hille Palm.

## Legenda o Białej Damie
Legenda głosi, że w sierpniowe noce przy pełni księżyca na wewnętrznych ścianach kaplicy pojawia się zjawa kobiety – Białej Damy.
W czasie rządów biskupów Ösel-Wiek każdy kanonik miał prowadzić czyste i przykładne życie zgodnie z regułą klasztoru. Kontakt z kobietami był zakazany przez biskupa pod groźbą kary śmierci. Legenda głosi, że pewien kanonik zakochał się w estońskiej dziewczynie i przyprowadził ją sekretnie do zamku. Skutecznie trwała w ukryciu przez długi czas przebrana za chórzystę. Dopiero w trakcie kolejnej wizyty biskupa w Haapsalu, "młody śpiewak" przykuł jego uwagę tak bardzo, że nakazano zbadanie płci.
Gdy okazało się, że śpiewak jest dziewczyną, biskup zwołał radę, która zdecydowała, że kanonik powinien być wsadzony do więzienia i zagłodzony na śmierć, a dziewczyna powinna zostać zamurowana w kaplicy. Budowlańcy zostawili otwór w murze i zamurowali biedną dziewczynę z kawałkiem chleba i kubkiem wody. Przez pewien czas słyszalne były jej płacze o pomoc. Jednak jej dusza, nie mogąc zaznać spokoju, pojawia się już od wieków w oknie baptysterium, by opłakiwać swego ukochanego i udowadniać, że miłość jest nieśmiertelna.
W czasie sierpniowej pełni, w trakcie Dni Białej Damy, odbywa się muzyczny festiwal.